# Кретьен, Жан
Джозеф Жак Жан Кретьен (фр. Joseph Jacques Jean Chrétien) (род. 11 января 1934, Шавиниган, Квебек, Канада) — канадский политик, 20-й премьер-министр Канады (1993—2003), министр юстиции Канады (1980—1982), глава Либеральной партии Канады (1990—2003).

## Биография
Жан Кретьен был 18 ребёнком (из 19) в семье работника бумажной фабрики Вилли Кретьена и Мари Буазвэр-Кретьен. Несмотря на его средние успехи в учёбе, родители отправили его в колледж в Труа-Ривьер. Продолжил образование в университете Лаваля, после чего занимался юридической практикой в 1958—1963 годы.
Два года провёл в Оттаве чтобы улучшить свой английский. Дважды пытался стать лидером либеральной партии в 1984 и 1986 году, но не смог и вышел из палаты общин, чтобы заняться частной практикой. Вновь вернулся в политику в 1990 году.

## Политическая карьера
В 1963 году Жан Кретьен стал депутатом палаты общин Канады. После 1965 года в кабинете министров Лестер Пирсона занимал пост министра без портфеля, работая под руководством министра финансов, а после 1968 года в кабинете министров Пьера Трюдо — пост министра по делам индейцев (1968—1974), министра финансов (1977—1980), министра правосудия (1980—1984).
На посту министра по делам индейцев, совместно с П. Трюдо, в 1969 г. выдвинул законопроект о полном уравнивании прав индейцев с другими гражданами Канады, однако проект был отвергнут самими индейцами как попытка «культурной ассимиляции». Жан Кретьен стал первым франкоканадцем на посту министра финансов. На посту министра правосудия выступал от лица сторонников федерации на квебекском референдуме о независимости 1980 года, а также работал над новой конституцией и хартией прав и свобод. В 1986 году после второго подряд поражения на выборах на пост главы либеральной партии Кретьен временно ушёл из политики.
В 1990 году Джон Тёрнер оставил пост главы партии, а его место занял Жан Кретьен, победив на выборах Пола Мартина. В том же году он вернулся в палату общин став депутатом от округа Beauséjour в Нью-Брансуике, а также став лидером оппозиции. На выборах 1993 года Кретьен вернулся в родной избирательный округ Сент-Морис. Выборы прошли с большим успехом для либеральной партии, которая получила 178 мест в палате общин. Жан Кретьен стал 20-м премьер-министром Канады.
В 1997 году он назначил досрочные выборы в тот период, когда партии соперников были в основном региональными и снова выиграл выборы, набрав 155 мест из 301. В 2000 году Кретьен, видя возрастающую силу оппозиционных партий, вновь назначил досрочные выборы. Канадский союз в это время выбрал нового лидера, что позволило Жану Кретьену остаться на своём посту.
В ноябре 2003 года Кретьен объявил о завершении политической карьеры и через месяц ушёл с поста премьер-министра и главы либеральной партии.

## Награды
- За активную политическую карьеру, участие в разработке конституции Канады, а также хартии прав и свобод, работу на посту премьер-министра, которая включает социальные реформы и инициативы по правам человека, 22 февраля 2008 года Жан Кретьен стал компаньоном ордена Канады[5].
- 19 января 2013 года президент России Владимир Путин подписал указ о награждении Кретьена орденом Дружбы за большой вклад в укрепление и развитие дружбы и сотрудничества с Российской Федерацией[6].